# 大宋庄
大宋庄村是河南省周口市沈丘县邢庄镇下辖的行政村，城乡分类代码为121，为镇中心区。区划代码为411624113204。邮政编码为466000，长途电话区号为0394 ，车牌号码为豫P。大宋庄村与邢庄村、秦庄寨村、段庄村、后王庄村、清凉寺村、后李庄村、司庄村、赵闫庄村、东赵楼村、普楼村、南赵庄村、西李庄村、东程庄村、陈埠口村、西赵楼村、八里湾村、李营村、赵老家村、沙岭村、小李庄村相邻。

## 地域特产
大宋庄村附近有槐店清真寺、沈丘槐园、李鸣钟故居、华佗冢、晓顶寺等旅游景点，有顾家馍、槐山羊板皮、槐山羊肉、沈丘兆丰贡酒、沈丘马五牛羊肉等特产。